# Talbissé

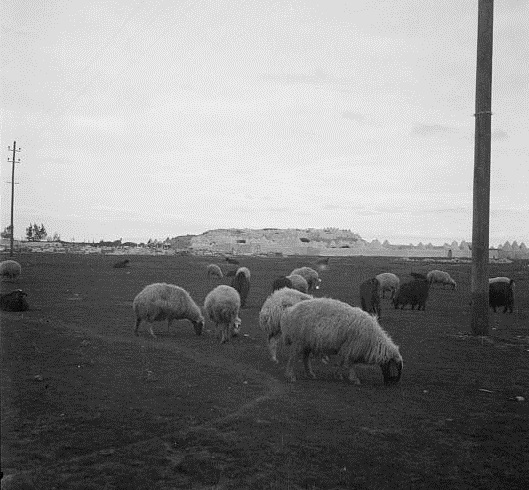

Talbissé, ou Tell Bisa (en arabe : تلبيسة) est une ville du gouvernorat de Homs, en Syrie. Sa population en 2004 était de 30 796 personnes, la plupart sunnites et arabes avec une minorité turkmène. C'est le chef-lieu du canton (nahié) éponyme. 

## Géographie
Talbissé est à 10 kilomètres au nord de Homs, proche de Rastane au nord, d'al-Ghantou au sud-ouest, et de Tell Michrife à l'est.

## Histoire
Talbissé est construite sur un ancien tell (c'est-à-dire un monticule artificiel). En 1945, un grand dépôt de pièces de cuivre de l'époque byzantine y a été découvert. Il s'agissait de 835 pièces datant pour les plus anciennes de l'année 631 et consistant en trois sortes de pièces représentant les empereurs Justin II, Phocas et Héraclius Constantin.
Sous l'ère ottomane, et particulièrement au XVIIIe siècle, Talbissé servait de ville fortifiée pour le nord de la Syrie, le long de la voie sultane qui menait à Constantinople, la capitale ottomane. Elle prenait de l'importance au fur et à mesure du déclin de Ma'arrat al-Nu'man  et de Hisyah. Le gouverneur (agha) de la forteresse était normalement choisi au sein de la famille Djoundi qui donna aussi trois gouverneurs à Hama autour de l'année 1800. Le gouverneur de la forteresse, Abd al-Razzaq al-Djoundi, a été tué par les hommes des tribus pendant la révolte des Mawalis (tribus du nord de la Syrie).
Talbissé était décrite comme un gros village fait de maisons de terre séchée au milieu du XIXe siècle. Contrairement à la plupart des maisons syriennes à toit plat, celles d'ici avaient des maisons dont le doit était en forme de dôme. Selon l'orientaliste suisse Albert Socin, au début du XXe siècle, les maisons de Talbissé était de forme cubique, avec des toits coniques, sans fenêtres.
Lors de la guerre civile syrienne, Talbissé est prise par l'Armée syrienne libre le 16 juillet 2012.